# 796 (szám)
A 796 (római számmal: DCCXCVI) egy természetes szám.

## A szám a matematikában
A tízes számrendszerbeli 796-os a kettes számrendszerben 1100011100, a nyolcas számrendszerben 1434, a tizenhatos számrendszerben 31C alakban írható fel.
A 796 páros szám, összetett szám, hat egymást követő prímszám összege (113 + 127 + 131 + 137 + 139 + 149). Kanonikus alakban a 22 · 1991 szorzattal, normálalakban a 7,96 · 102 szorzattal írható fel. Hat osztója van a természetes számok halmazán, ezek növekvő sorrendben: 1, 2, 4, 199, 398 és 796.
A 796 négyzete 633 616, köbe 504 358 336, négyzetgyöke 28,21347, köbgyöke 9,26767, reciproka 0,0012562.